# Kurzia amazonica
Kurzia amazonica là một loài rêu tản trong họ Lepidoziaceae. Loài này được (Spruce) Grolle miêu tả khoa học lần đầu tiên năm 1963.